# Horten Futsal 2011-2012
Questa voce raccoglie le informazioni riguardanti l'Horten Futsal nelle competizioni ufficiali della stagione 2011-2012.

## Stagione
L'Horten ha chiuso il campionato 2011-2012 al 4º posto finale, esattamente come nell'annata precedente.

## Rosa
| N° | Naz.                | Ruolo | Sportivo            | Anno     |  |  |
| -- | ------------------- | ----- | ------------------- | -------- |  |  |
|    | Norvegia (bandiera) | POR   | Arnfinn Rekdal      |          |  |  |
|    | Norvegia (bandiera) | POR   | Pål Stensholt       | 13.02.90 |  |  |
|    | Norvegia (bandiera) | DIF   | Selim Muho          | 08.03.83 |  |  |
|    | Norvegia (bandiera) | DIF   | Henrik Arnesen      |          |  |  |
|    | Norvegia (bandiera) | UNI   | Kristoffer Silberg  | 26.03.85 |  |  |
|    | Norvegia (bandiera) | PIV   | Magnus Garden       | 02.02.88 |  |  |
|    | Norvegia (bandiera) |       | Thomas Knutsen      | 29.12.88 |  |  |
|    | Norvegia (bandiera) |       | Rune Larsen         |          |  |  |
|    | Norvegia (bandiera) |       | Alen Patros         | 07.02.88 |  |  |
|    | Norvegia (bandiera) |       | Evan Patros         | 04.10.88 |  |  |
|    | Norvegia (bandiera) |       | Kjell André Thu     | 08.07.84 |  |  |
|    | Norvegia (bandiera) |       | Thomas Utter Jensen |          |  |  |
|    | Norvegia (bandiera) |       | Alexander Vordahl   |          |  |  |

## Risultati

### Eliteserie

#### Girone di andata
| Oslo 2 dicembre 2011, ore 18:30 1ª giornata | Horten  | 6 – 6 referto | Kongsvinger | Ekeberg Idrettshall C\| Arbitro: \| Hussain \| |
| Arbitro:                                    | Hussain |               |             |                                                |

| Oslo 3 dicembre 2011, ore 13:30 2ª giornata | Horten  | 5 – 4 referto | Nidaros | KFUM-Hallen\| Arbitro: \| Iversen \| |
| Arbitro:                                    | Iversen |               |         |                                      |

| Oslo 4 dicembre 2011, ore 18:00 3ª giornata | Solør   | 7 – 1 referto | Horten | KFUM-Hallen\| Arbitro: \| Krokdal \| |
| Arbitro:                                    | Krokdal |               |        |                                      |

| Fyllingsdalen 29 gennaio 2012, ore 18:00 4ª giornata | Tiller  | 2 – 5 referto | Horten | Framohallen B\| Arbitro: \| Krokdal \| |
| Arbitro:                                             | Krokdal |               |        |                                        |

| Kristiansand 14 gennaio 2012, ore 10:30 5ª giornata | Høllen   | 5 – 5 referto | Horten | Gimlehallen\| Arbitro: \| Sandberg \| |
| Arbitro:                                            | Sandberg |               |        |                                       |

| Kristiansand 14 gennaio 2012, ore 14:15 6ª giornata | Vadmyra | 4 – 4 referto | Horten | Gimlehallen\| Arbitro: \| Ølmheim \| |
| Arbitro:                                            | Ølmheim |               |        |                                      |

| Fyllingsdalen 28 gennaio 2012, ore 16:30 7ª giornata | Horten    | 1 – 5 referto | Vegakameratene | Framohallen A\| Arbitro: \| Eidhammer \| |
| Arbitro:                                             | Eidhammer |               |                |                                          |

| Oslo 10 dicembre 2011, ore 15:00 8ª giornata | KFUM Oslo | 7 – 5 referto | Horten | KFUM-Hallen\| Arbitro: \| Rønningen \| |
| Arbitro:                                     | Rønningen |               |        |                                        |

| Kristiansand 15 gennaio 2012, ore 14:15 9ª giornata | Horten   | 4 – 7 referto | Holmlia | Gimlehallen\| Arbitro: \| Pedersen \| |
| Arbitro:                                            | Pedersen |               |         |                                       |

#### Girone di ritorno
| Stjørdal 18 febbraio 2012, ore 16:30 10ª giornata | Vegakameratene | 4 – 1 referto | Horten | Stjørdalshallen A\| Arbitro: \| Hanssen \| |
| Arbitro:                                          | Hanssen        |               |        |                                            |

| Stjørdal 22 gennaio 2012, ore 16:00 11ª giornata | Horten  | 7 – 5 referto | KFUM Oslo | Stjørdalshallen A\| Arbitro: \| Hanssen \| |
| Arbitro:                                         | Hanssen |               |           |                                            |

| Oslo 11 dicembre 2011, ore 17:30 12ª giornata | Holmlia | 4 – 4 referto | Horten | Holmlia Idrettshall\| Arbitro: \| Ølmheim \| |
| Arbitro:                                      | Ølmheim |               |        |                                              |

| Stjørdal 19 febbraio 2012, ore 13:45 13ª giornata | Horten  | 4 – 3 referto | Tiller | Stjørdalshallen A\| Arbitro: \| Hanssen \| |
| Arbitro:                                          | Hanssen |               |        |                                            |

| Oslo 11 marzo 2012, ore 14:00 14ª giornata | Horten  | 6 – 2 referto | Høllen | KFUM-Hallen\| Arbitro: \| Hussain \| |
| Arbitro:                                   | Hussain |               |        |                                      |

| Oslo 10 marzo 2012, ore 18:00 15ª giornata | Horten    | 3 – 2 referto | Vadmyra | KFUM-Hallen\| Arbitro: \| Rønningen \| |
| Arbitro:                                   | Rønningen |               |         |                                        |

| Oslo 24 marzo 2012, ore 10:00 16ª giornata | Kongsvinger | 3 – 4 referto | Horten | Ekeberg Idrettshall B\| Arbitro: \| Krokdal \| |
| Arbitro:                                   | Krokdal     |               |        |                                                |

| Oslo 24 marzo 2012, ore 16:30 17ª giornata | Nidaros  | 2 – 4 referto | Horten | Ekeberg Idrettshall B\| Arbitro: \| Pedersen \| |
| Arbitro:                                   | Pedersen |               |        |                                                 |

| Oslo 25 marzo 2012, ore 14:30 18ª giornata | Horten  | 6 – 4 referto | Solør | Ekeberg Idrettshall A\| Arbitro: \| Krokdal \| |
| Arbitro:                                   | Krokdal |               |       |                                                |